# Spedizione Gauss
La spedizione Gauss (nota anche come prima spedizione antartica tedesca) è stata una missione esplorativa finanziata dalla Germania e diretta verso le regioni antartiche. Svoltasi negli anni 1901-1903 la missione era comandata da Erich von Drygalski a bordo della nave Gauss.

## Il viaggio
La nave Gauss salpa da Kiel nell'estate 1901 con l'obiettivo di avventurarsi per un'area inesplorata di Antartide localizzata a sud delle isole Kerguelen. Al comando di 32 uomini (di cui 5 scienziati) vi è Erich von Drygalski, veterano di spedizioni in Artide.
La spedizione raggiunge Città del Capo (Sudafrica) il 22 novembre dello stesso anno dove fa sosta sino al 7 dicembre per rifornirsi di carburante e provviste.

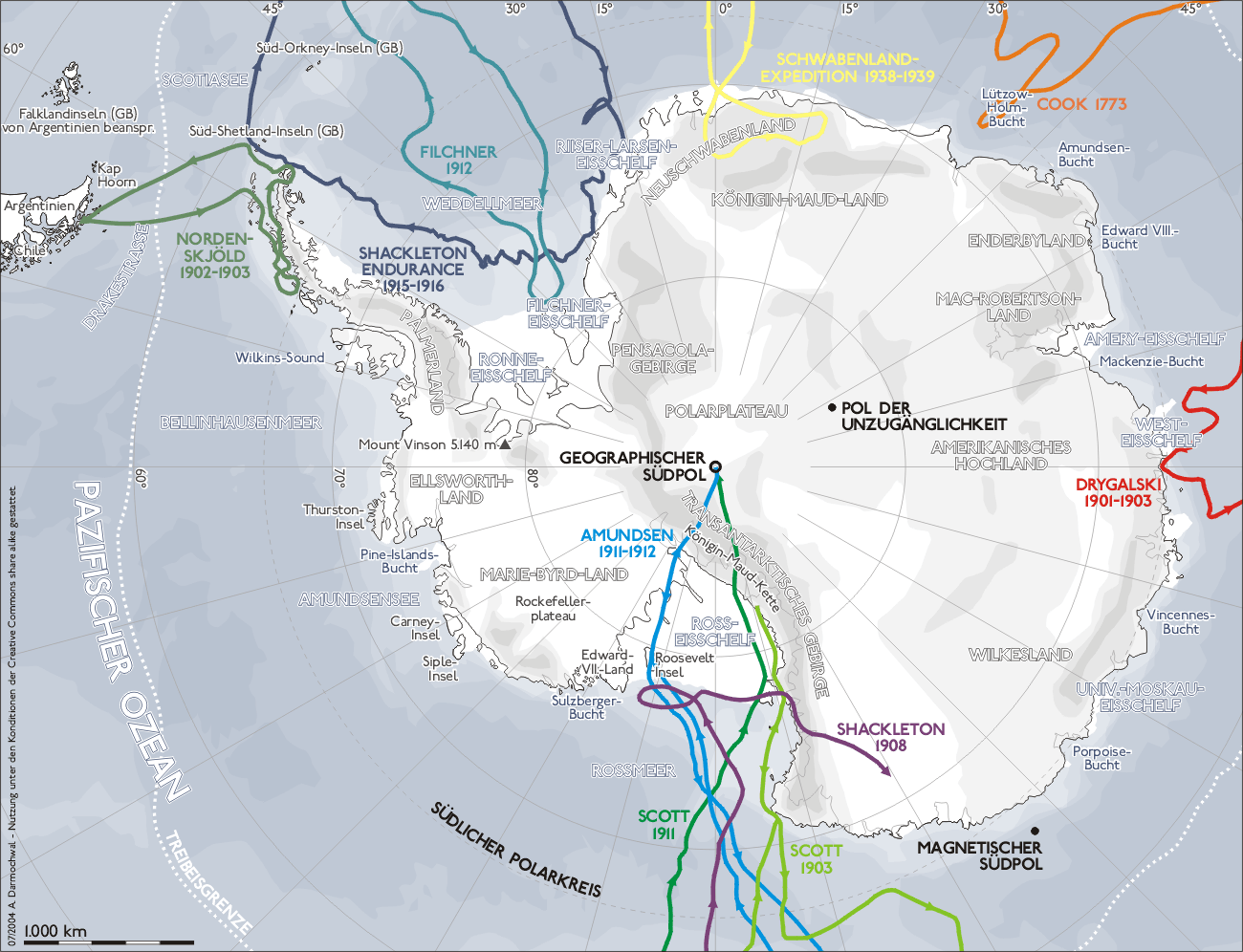
Il percorso della spedizione.

## La spedizione
Drygalski lascia un piccolo gruppo di uomini alle isole Kerguelen mentre prosegue con il resto della spedizione verso sud. La nave fa tappa sull'isola Heard per permettere uno studio della geologia, della fauna e della flora del luogo.
Il 21 febbraio 1902 Drygalski raggiunge una costa antartica inesplorata che chiama terra di Guglielmo II in onore del Kaiser Guglielmo II che aveva finanziato la missione con 1 200 000 Goldmark.
Già dal giorno successivo la nave inizia ad incontrare difficoltà di navigazione, difficoltà che si fanno crescenti sino al 1º marzo quando la Gauss rimane definitivamente bloccata nel pack a circa 70 chilometri dalla linea di costa.
Questa forzata immobilità è stata utilizzata dal gruppo per una intensa attività di ricerca, in particolare sono effettuate numerose osservazioni meteorologiche e sono raccolti diversi campioni di fauna locale. Il 29 marzo, con l'aiuto di un pallone aerostatico, è effettuata anche una ricognizione aerea da un'altitudine di circa 500 metri. Sono effettuate anche diverse spedizioni terrestri lungo la costa. In particolare gli scienziati riescono ad individuare a circa 80 km dalla nave un vulcano estinto alto 371 metri che battezzano Gaussberg.
La nave Gauss rimane imprigionata nel pack sino all'estate successiva quando l'aumento delle temperature fa sciogliere il ghiaccio. L'8 febbraio la nave inizia ad avere una certa mobilità e riesce a riguadagnare il mare aperto il 16 marzo. La scarsità di provviste non consente di trascorrere un secondo inverno in Antartide così Drygalski decide di far rotta verso Città del Capo per nuovi approvvigionamenti. Lì però il governo tedesco, tramite l'ambasciata, nega ulteriori finanziamenti e costringe la spedizione a far rotta per Kiel dove arriverà il 23 novembre 1903.

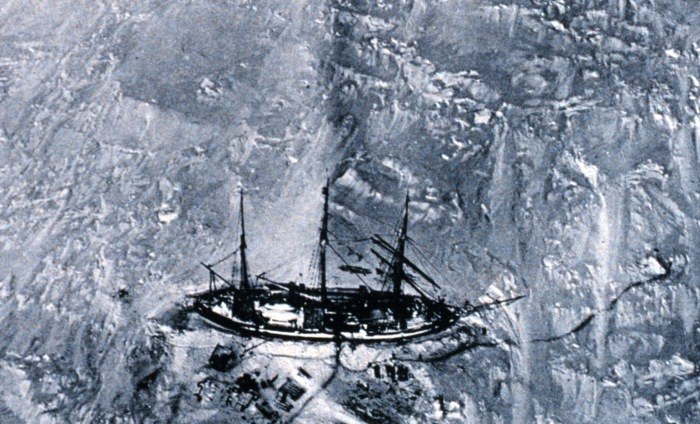
La nave Gauss in Antartide.

## Il ritorno
La spedizione, che ha consentito di effettuare numerose osservazioni e di esplorare una regione sconosciuta della Terra, è da considerarsi un successo scientifico. Non dello stesso avviso fu però il Kaiser Guglielmo II perché la spedizione tedesca era riuscita a raggiungere una latitudine di soli 66° 2' sud contro gli 82° 17' raggiunti dalla contemporanea spedizione britannica.
A Drygalski non interessava la corsa verso il Polo tanto che ebbe a dire ai suoi compagni di spedizione:
(Erich von Drygalski)
La nave Gauss, dopo un viaggio in Québec, viene venduta.
Tra il 1905 ed il 1931 Erich von Drygalski scriverà 20 volumi e 2 atlanti per raccontare della spedizione e raccoglierne i dati scientifici.